# Franklin (Maryland)
Franklin è un census-designated place (CDP) degli Stati Uniti d'America, situato nello stato del Maryland, nella contea di Allegany.